# Adetus analis
Adetus analis là một loài bọ cánh cứng trong họ Cerambycidae.